# Dennis Cooper
Œuvres principales
- Cycle de George Miles (cycle romanesque) dont :
  - Closer (1989),
  - Frisk (1991),
  - Try (1994)
- Salopes (roman, 2004)
- Violence, faits divers, littérature (essai), 2004

Dennis Cooper (né à Pasadena le 10 janvier 1953) est un écrivain américain subversif, auteur phare du versant littéraire du queercore.

## Biographie

### Les débuts littéraires
Fils d'un homme d'affaires aisé d'Arcadia (Californie), il commence tôt à écrire des pages inspirées de Paul Verlaine, d'Arthur Rimbaud, du marquis de Sade et de Charles Baudelaire. Ses poèmes et nouvelles d'adolescence sont empreints de scandale et explorent les limites de la littérature. Après le lycée, il fait des études au Pasadena City College puis au Pitzer College où un professeur de poésie l'encourage à poursuivre sa voie en dehors des cycles classiques de l'éducation supérieure.
En 1976, il part pour l'Angleterre au moment où nait le mouvement punk. La même année, il fonde Little Caesar Magazine dont l'un des numéros est entièrement consacré à Rimbaud. Le succès de la revue lui permet de créer la maison d'édition homonyme, Little Caesar Press qui publie des auteurs comme Brad Gooch, Amy Gerstler, Elaine Equi, Tim Dlugos, Joe Brainard, Eileen Myles, entre autres.
En 1979, il achève son premier recueil de poésie, Idols et devient directeur de la programmation d'un espace poétique alternatif à Venice (Los Angeles), le Beyond Baroque (« Au-delà du baroque »), position qu'il occupe pendant trois ans. Son deuxième livre de poèmes, Tenderness of the Wolves (« la Tendresse des loups ») est publié en 1982 et sélectionné pour le prix littéraire du Los Angeles Times. En 1984, il déménage à New York et publie son premier roman, Safe (« En sécurité ») et commence la rédaction d'une pentalogie, cycle de cinq romans interconnectés auquel il songeait depuis l'âge de quinze ans. À Amsterdam, en 1987, il finit le premier roman de ce cycle, Closer, publié en 1989 (1995 pour l'édition française) et lauréat du premier Prix Ferro-Grumley de littérature gay.

### Le journalisme
Il retrouve New York et entame une carrière de journaliste pour la presse artistique, publiant dans Art in America, The Advocate, The Village Voice pour devenir rédacteur de Artforum. Il écrit son second roman Frisk, publié en 1991 (2002 pour l'édition française). À cette époque, il organise l'exposition Contre Nature : une exposition collective d'hommes homosexuels au Los Angeles Contemporary Exhibitions, un espace d'exposition à but non lucratif.
De retour à Los Angeles, en 1990, il continue de collaborer avec différents magazines, en particulier Spin, consacré au rock. Sa pentalogie, le cycle de George Miles, est progressivement achevée avec la publication de Try (1994), Guide (1997) et, finalement Period en 2000.
Depuis 2005, il passe la majeure partie de son temps à Paris d’où il tient un blog. Il collabore aussi à plusieurs projets avec Gisèle Vienne et le compositeur Peter Rehberg sur quatre pièces de théâtre, I Apologize (2004), Une belle enfant blonde (2005), Kindertotenlieder (2007), et l'adaptation théâtrale de la nouvelle Jerk (2008).
C'est en France qu'il finit son recueil de poésie, The Weaklings, publié en édition limitée par Fanzine Press en mars 2008 et un recueil de nouvelles Ugly Man (« Homme laid ») dont la publication est prévue pour 2009.
Outre des critiques littéraires et des universitaires, des écrivains tels que William S. Burroughs ou Michael Cunningham ont commenté son œuvre.

### Le cycle de George Miles
En 2000, avec la publication de Period, il achève cette pentalogie qu'il appelle le Cycle de George Miles, du nom d'un condisciple du lycée, psychologiquement perturbé et que Cooper avait pris sous son aile, avec lequel il a eu, vers l'âge de trente ans, une aventure amoureuse. Ce cycle, est une tentative pour exorciser les sentiments amoureux de l'auteur et une catharsis de sa fascination pour le sexe et le sadomasochisme.
Closer, présente une ambiguïté que le traducteur a laissé entière en laissant le titre original : comparatif de l'adjectif close, soit « plus proche » ou déverbal de to close, soit « fermeture », « conclusion ». Le roman raconte le destin de l'angélique adolescent George qui se soumet aux fantasmes d'autres garçons ou d'hommes murs dans une suite d'expériences de plus en plus extrêmes, à la limite du supportable.
Frisk est également un titre si polysémique que son traducteur l'a laissé tel quel en français : « frisquet » ou « enjoué » dans sa version adjectivale, il est aussi un substantif qui signifie « amusement, divertissement joyeux » ou un verbe qui veut dire « tâter, fouiller les vêtements de quelqu'un ». Le roman présente, « dans une succession de scènes allant crescendo commence alors une balade hallucinée, un voyage dans la violence, dont le meurtre serait l'apogée : des faits divers, des coupures de journaux, des rêves, des extraits de films « gore », des fantasmes s'entrecroisent, se sur-impriment, se chevauchent, mettant en scène des personnages à la recherche de sensations de plus en plus extrêmes. Et composant le paysage dévasté et terrifiant d'une société sans repères ».
Try aurait pu se traduire facilement par « essai, tentative » mais qui peut savoir s'il ne s'agit pas de l'impératif du verbe to try, soit « essaye, expérimente, teste » ou encore « goûte ça ». On pourrait dire que ce livre est une tentative pour repousser encore plus loin les limites d'un genre propre à Dennis Cooper qui lie jusqu'à la nausée pédophilie, sadomasochisme où le soumis est un jeune adolescent, homosexualité et drogues. Dans Try, la figure paternelle de substitution est un hétéro héroïnomane, piètre pis-aller par rapport au couple de pères gays de l'adolescent, Ziggy, qui est par ailleurs victime d'un viol incestueux de la part de l'un d'eux. Tous les tabous semblent « défoncés » dans ce roman au sujet duquel Arnaud Viviant écrit, dans Les Inrockuptibles :
« techniquement, Cooper fait lentement tourner les voix comme la boule disco au fond d'une boîte de nuit poisseuse : de ce point de vue, il reste l'inventeur, toujours imité, jamais égalé, d'une pop-littérature où les idiosyncraises des kids (et des moins kids en apparence) sont attentivement restituées, à l'hésitation, au bredouillement près. Des voix d'adultes qui ne croient plus à l'amour, des voix d'adolescents qui le cherchent encore. »
Avec Guide, Dennis Cooper brouille les pistes de la narration où « l'auteur s'invente un double fictif qui, accentuant le brouillage entre la fiction et la réalité, déstabilise un peu plus le lecteur. » Pour l'auteur, ce roman privilégie l'approche cérébrale, intellectuelle et analytique.
Clôture du cycle romanesque, Period (mot qui signifie « période » mais aussi « point final » en anglais) explore le satanisme, le mouvement gothique, la drogue toujours, le sadomasochisme encore.
Avec I Wished, texte partiellement autobiographique, Dennis Cooper revient sur sa relation avec George Miles tout en livrant un récit à part entière.

### Les fictions
Salopes, lauréat en 2005 du prix Lambda Literary et en 2007 du prix Sade, est, selon Chronic'art, « le thriller psychologique le plus éprouvant et astucieux qu'on ait lu depuis longtemps : plus habile que jamais (la construction et les ressorts narratifs sont un modèle d'ingéniosité), Cooper utilise toutes les ressources du couple fantasme / réalité et toutes celles du couple virtuel / réel pour brouiller les pistes et composer une ode scabreuse et géniale au mythe et au mensonge. » Christophe Donner écrit à son sujet : « si c'est bien Marcel Proust (Le Côté de Guermantes) qui, le premier, a introduit le téléphone dans le champ littéraire, et si c'est Cocteau (La Voix humaine) qui en a fait le cœur de sa tragédie, nul doute que Cooper restera comme l'auteur du premier roman internétique. Mais ça n'a pas plus d'importance que ça, être le premier dans l'histoire de la littérature à avoir fait ceci ou cela. L'exploit réside dans la manière. Dennis Cooper est une immensité littéraire comme on aura du mal à en trouver avant longtemps. »
Défaits  retranscrit le désarroi adolescent et la folie meurtrière qui peut s'emparer de jeunes garçons. C'est le pendant littéraire du film Elephant, de Gus Van Sant qui retrace la fusillade de Columbine.
Parmi les autres romans, nouvelles et autres récits de fiction publiés par Dennis Cooper, mentionnons Antoine Monnier (Anon Press, 1978), My Mark (Sherwood Press, 1982), Safe (SeaHorse Press, 1985), Wrong (recueil de nouvelles, Grove Press, 1992), God Jr. (Grove Press, 2005) ou encore Ugly Man (recueil de nouvelles, Harper Perennial, 2009).

### La poésie
Cooper est un poète prolifique et a successivement publié The Terror of Earrings (Kinks Press, 1973), Tiger Beat (Little Caesar Press, 1978), Idols (SeaHorse Press, 1979; Amethyst Press, 1989), Tenderness of the Wolves (The Crossing Press, 1981), The Missing Men (Am Here Books/ Immediate Éditions, 1981), He Cried (Black Star Series, 1985), The Dream Police: Selected Poems '69-93 (Grove Press, 1994) ou encore The Weaklings (Fanzine Press, 2008).

### Le théâtre
Dennis Cooper est également auteur dramatique. Avec Kindertotenlieder, s’il reprend le titre d'un poème phare du romantisme allemand, mis en musique par Gustav Mahler c’est bel et bien pour mettre en scène, dans les Alpes autrichiennes, ses obsessions thanatho-érotiques, via ce « chant funèbre pour enfants morts », avec des rôles comme suicidal boy doll (« giton suicidaire ») ou killer boy doll (« giton meurtrier »).
Jerk est un solo à base de marionnettes qui reconstitue les crimes du tueur en série américain, Dean Corll qui, avec deux complices, David Brooks et Wayne Henley, s'est rendu responsable de près de trente meurtres de garçons adolescents, au Texas, au milieu des années 1970.
Mentionnons également Them (« Eux »), mise en scène par Ishmael Houston-Jones, sur une musique de Chris Cochrane, en 1984, Knife/Tape/Rope (« Couteau/scotch/corde »), mise en scène par Ishmael Houston-Jones, avec des décors de John De Fazio, en 1985. The Undead (« Le Non-Mort ») est mise en scène par Ishmael Houston-Jones, sur une musique de Tom Recchion et des effets visuels par Robert Flynt, en 1990. I Apologize (« Je m'excuse ») est mis en scène par Gisèle Vienne, sur une musique de Peter Rehberg/Pita, en 2004. Une Belle Enfant Blonde, coécrit avec Catherine Robbe-Grillet, est mis en scène par Gisèle Vienne avec la musique de Peter Rehberg/Pita, en 2005.

### Le cinéma
Il fait partie de la distribution, aux côtés de François Sagat et Chiara Mastroianni, du film Homme au bain de Christophe Honoré.
Avec Zac Farley, il réalise deux films :
- Like Cattle Towards Glow (2015)[25]
- Permanent Green Light (2018)[26]

## Œuvre

### Romans

#### CycleGeorge Miles
- Closer (1989) Publié en français sous le titre Closer, traduit par Thierry Fourreau et Jean-Luc Mengus, Paris, Éditions P.O.L., 1995, 208 p.  (ISBN 978-2-86744-461-6)
- Frisk (1991) Publié en français sous le titre Frisk, traduit par Claro, Paris, Éditions P.O.L, 2002, 240 p.  (ISBN 978-2-86744-923-9)
- Try (1994) Publié en français sous le titre Try, traduit par Claro, Paris, Éditions P.O.L, 2002, 256 p.  (ISBN 978-2-86744-521-7)
- Guide (1997) Publié en français sous le titre Guide, traduit par Claro, Paris, Éditions P.O.L, 2000, 272 p.   (ISBN 978-2-86744-779-2)
- Period (2000) Publié en français sous le titre Period, traduit par Julia Dorner, Paris, Éditions P.O.L, 2004, 144 p.  (ISBN 978-2-86744-930-7)

#### Autres romans
- Antoine Monnier (1978)
- My Mark (1982)
- Safe (1985), court roman
- My Loose Thread (2002) Publié en français sous le titre Défaits, traduit par Julia Dorner, Paris, Éditions P.O.L, 2003, 192 p.  (ISBN 978-2-86744-973-4)
- The Sluts (2004) Publié en français sous le titre Salopes traduit par Jean-René Etienne, Paris, Éditions P.O.L, 2007, 256 p.  (ISBN 978-2-84682-092-9)
- God Jr. (2005) Publié en français sous le titre Dieu Jr., traduit par Frédéric Boyer et Emmelene Landon, Paris, Éditions P.O.L, 2006, 160 p.  (ISBN 978-284682-094-3)
- The Marbled Swarm (2011) Publié en français sous le titre Le Fol Marbre, traduit par Elsa Boyer, Paris, Éditions P.O.L, 2016, 256 p.  (ISBN 978-2-8180-3966-3)
- Zac's Haunted House (2015)Il s'agit de son premier roman uniquement composé de GIF[27].
- Zac's Control Panel (2015)
- I Wished (2021) Publié en français sous le titre J'ai fait un vœu, traduit par Elsa Boyer, Paris, Éditions P.O.L, 2022, 123 p.  (ISBN 978-2-8180-5209-9)

### Recueils de nouvelles
- Wrong (1992) Publié en français sous le titre Wrong, traduit par Carine Chichereau, Paris, Le serpent à plumes, 2002, 189 p.  (ISBN 978-2-84261-326-6)
- Ugly Man (2009) Publié en français sous le titre Un type immonde, traduit par Frédéric Boyer, Paris, Éditions P.O.L, 2010, 240 p.  (ISBN 978-2-84682-268-8)
- The Pyre/Le Bûcher (2013)

### Poésie
- The Terror of Earrings (1973)
- Tiger Beat (1978)
- Idols (1979)
- Tenderness of the Wolves (1981)
- The Missing Men (1981)
- He Cried (1985)
- The Dream Police: Selected Poems '69–93 (1994) Publié en français sous le titre Dream Police, traduit par Frédéric Boyer, Paris, Éditions P.O.L, 2004, 164 p.  (ISBN 978-2-86744-998-7)
- Thee Tight Lung Split Roar Hums (2004), en collaboration avec Thurston Moore
- The Weaklings (2008), avec des illustrations de Jarrod Anderson Publié en français sous le titre Les Mauviettes, traduit par Frédéric Boyer, Paris, Éditions P.O.L, 2010, 65 p.  (ISBN 978-2-84682-269-5)
- The Weaklings (XL) (2013)

### Essais, théâtre et autres publications
- Jerk (1994), ouvrage collectif
- Horror Hospital Unplugged (1997), roman graphique
- All Ears (1997), recueils d'articles journalistiques et d'essais Publié en français sous le titre À l'écoute, traduit par Stéphane Trieulet, Paris, Éditions Balland, coll. « Le Rayon », 2001, 185 p.  (ISBN 978-2-7158-1355-7)
- Weird Little Boy (1998), ouvrage collectif
- Violence, faits divers, littérature (traduit par Bernard Hœpffner et Catherine Goffaux, Paris, Éditions P.O.L, 2004, 64 p.  (ISBN 978-2-84682-013-4)

- Dennis (2006)
- Two Texts for a Puppet Play by David Brooks (2008), ouvrage collectif
- SAFE with Dennis Cooper Ugly Man CD (2008)
- Peter Rehberg/Dennis Cooper Music for GV (2008)
- Smothered in Hugs: Essays, Interviews, Feedback, Obituaries (2010)
- Jerk / Through Their Tears CD/book (2011)
- French Hole, being 15 outtakes from 'The Marbled Swarm' (2011)
- Last Spring: The Maps multi-volume zine (2011–2012)
- Gisèle Vienne 40 Portraits 2003 - 2008 (Paris, Éditions P.O.L, 2012), publié directement en français
- GONE: Scrapbook '80 - '82 (2014)

### Films
- Like Cattle Towards Glow (2015)
- Permanent Green Light (2018)